# Romaric
Christian N'dri Koffi, fotbalovou přezdívkou Romaric (* 4. června 1983 Abidžan) je fotbalový záložník z Pobřeží slonoviny, od roku 2016 hráč indického klubu NorthEast United FC. Je absolventem mládežnické akademie klubu ASEC Mimosas, odkud přestoupil do belgického KSK Beveren. Pak hrál za Le Mans FC, Sevilla FC, RCD Espanyol, Real Zaragoza, SC Bastia a AC Omonia. Se Sevillou vyhrál v roce 2010 Copa del Rey a zahrál si také v Lize mistrů.
Za fotbalovou reprezentaci Pobřeží slonoviny odehrál v letech 2005 až 2013 celkem 46 zápasů a vstřelil čtyři branky. Startoval na Africkém poháru národů 2006 (druhé místo), Africkém poháru národů 2008 (čtvrté místo) a Africkém poháru národů 2013 (čtvrtfinále). Také se zúčastnil mistrovství světa ve fotbale 2006 a mistrovství světa ve fotbale 2010, kde skóroval v utkání proti KLDR, které jeho tým vyhrál 3:0.